# Toporec (przystanek kolejowy)
Toporec – przystanek kolejowy znajdujący się we wsi Toporec, w kraju preszowskim, na linii kolejowej nr 185 (Słowacja), na Słowacji.